# Alucita microdesma
Alucita microdesma är en fjärilsart som beskrevs av Edward Meyrick 1929. Alucita microdesma ingår i släktet Alucita och familjen mångfliksmott, (Alucitidae). Inga underarter finns listade i Catalogue of Life.